# Smerinthus planus
The Oriental Eyed Hawkmoth (Smerinthus planus) là một loài bướm đêm thuộc họ Sphingidae. Loài này được miêu tả bởi Walker năm 1856. Nó được tìm thấy ở miền bắc Tân Cương qua khắp miền bắc Trung Quốc, Mông Cổ và tây nam Siberia đến vùng Viễn Đông Nga và Nhật Bản, và sau đó qua phía nam khắp bán đảo Triều Tiên và Đài Loan đến Hải Nam, Vân Nam và miền đông Tây Tạng.
Sải cánh dài 70–100 mm. Có lẽ có hai thế hệ mỗi năm trong miền tây Trung Quốc. Tùy thuộc vào vĩ độ và thời tiết, có khoảng từ một đến bốn thế hệ xa hơn ở Philippines, với những cá thể bướm trưởng thành ở giữa tháng 4 and tháng 9.
Ấu trùng ăn các loài Populus và Salix.